# Herft
Der oder die Herft ist ein längs oder quer angeordneter Träger in der Ebene des Lukensülls eines Schiffes.

## Einzelheiten
Ein Herft ist ein fester oder losnehmbarer Träger, der als Teil der oberen Lukenkonstruktion verbaut wird. Zum einen dient ein Herft dazu, eine ausreichende Steifigkeit der Schiffskonstruktion im Bereich der Luken und der umgebenden Deckskonstruktion zu gewährleisten, zum anderen dient es zur Halterung der Lukendeckel eines Schiffes.
Bei der Lukendeckelkonstruktion von Binnenschiffen werden Längsherfte als mittlere Längsträger verwendet, auf denen Lukendeckel bzw. deren Unterkonstruktion mit einem Gefälle nach außen gelagert werden.
Insbesondere bei der Entwicklung vom herkömmlichen Stückgutschiff über Schiffe mit einem hohen Decksöffnungsgrad hin zum Vollcontainerschiff übernahmen Längsherfte eine wichtige Aufgabe bei der Konstruktion großer Lukenöffnung(en). Wurden bei Nur-Luken-Schiffen wie der Del-Rio-Klasse querschiffs nebeneinander zwei oder drei Luken angeordnet, verbanden Längsherfte komplett offener Schiffe die Vor- und Achterkante der Lukenöffnung als Träger in Richtung der Schiffslängsachse miteinander.
Die weitere Entwicklung ließ Längsherfte schließlich wegfallen. Die notwendige Festigkeit des Schiffsrumpfes wurde auf andere Weise gewährleistet und neue Lukendeckelsysteme benötigen keine mittschiffs angeordneten Auflager mehr. Die ersten Panamax-Containerschiffe ohne Längsherft waren die Schiffe der Hannover-Express-Klasse.